# Бутов Федір Михайлович
Федір Михайлович Бутов (1904, село Тринітово Бєльського повіту Смоленської губернії, тепер Смоленської області, Російська Федерація — жовтень 1977, місто Москва, Російська Федерація) — радянський партійний діяч, голова Бюро ЦК ВКП(б) по Молдавській РСР. Депутат Верховної Ради СРСР 2-го скликання.

## Біографія
Народився в селянській родині. З травня до грудня 1916 року пас худобу в селі Кукуєво Бєльського повіту Смоленської губернії. У січні — жовтні 1917 року — хлопчик шкіряного заводу Асанова в селі Владимирське Бєльського повіту Смоленської губернії.
У листопаді 1917 — серпні 1920 року — чорнороб станції Нікітінка залізничної гілки Дурово—Владимирський тупик Московсько-Білоруської залізниці. У 1919 році вступив до комсомолу.
З вересня 1920 до червня 1924 року навчався в школі ІІ ст. в селі Холм Бєльського повіту Смоленської губернії.
У червні 1924 — вересні 1926 року — відбірник книг видавничого відділу Народного комісаріату юстиції РРФСР. У вересні 1926 — березні 1930 року — інструктор організаційно-інструкторського відділу Народного комісаріату юстиції РРФСР. Одночасно навчався в Московському державному університеті.
Член ВКП(б) з листопада 1926 року.
У 1929 році закінчив Московський державний університет.
У березні 1930 — січні 1931 року — начальник адміністративного управління московського представництва Всесоюзного об'єднання кам'яновугільної промисловості «Союзвугілля» ВРНГ СРСР.
У лютому — серпні 1931 року — консультант президії виконавчого комітету Московської обласної ради.
У серпні 1931 — грудні 1934 року — начальник спецвідділу Всесоюзного об'єднання «Експортліс».
У грудні 1934 — серпні 1935 року — доцент Московського інституту інженерів залізничного транспорту.
У 1935 році закінчив Інститут червоної професури світового господарства і світової політики в Москві.
У серпні 1935 — червні 1936 року — завідувач відділу культурно-просвітницької роботи партійного комітету Московського авіазаводу № 1 імені Авіахіму.
У червні 1936 — січні 1938 року — політичний редактор видавництва «Правда» в Москві.
У січні — лютому 1938 року — секретар партійного комітету Головліту.
У березні — грудні 1938 року — інструктор, у грудні 1938 — березні 1939 року — заступник завідувача відділу керівних партійних органів ЦК ВКП(б).
У березні 1939 — березні 1945 року — заступник начальника Управління кадрів ЦК ВКП(б).
13 березня 1945 — 24 березня 1947 року — голова Бюро ЦК ВКП(б) по Молдавській РСР.
У квітні 1947 — квітні 1948 року — директор Всесоюзного заочного юридичного інституту.
У квітні 1948 — вересні 1954 року — директор Московського юридичного інституту.
У грудні 1954 — серпні 1957 року — заступник Прокурора Російської РФСР.
З серпня 1957 року — на пенсії. З січня 1958 року — персональний пенсіонер республіканського значення, з січня 1959 року — персональний пенсіонер союзного значення в Москві.
Помер у жовтні 1977 року в Москві.

## Нагороди
- орден Вітчизняної війни І ст. (.07.1945)
- орден Трудового Червоного Прапора
- медалі